# Орден «Алтын Асыр»
Орден «Золотой век» (туркм. «Altyn Asyr») — государственная награда Туркмении.

## История
Орден «Алтын Асыр» учреждён Законом Туркмении, принятым 18 февраля 2001 года.
В 2014 году орден принял новый облик.

## Статут ордена[1]
- Орден Туркмении «Алтын Асыр» учреждëн для награждения за особые заслуги в трудовой и профессиональной деятельности в XXI веке — золотом веке туркменского народа.
- Орденом «Алтын Асыр» награждаются граждане Туркмении.
  - Президентом Туркмении орденом «Алтын Асыр» могут награждаться и граждане других государств.
- Орден Туркмении «Алтын Асыр» состоит из трёх степеней:
  - орден «Алтын Асыр» I степени;
  - орден «Алтын Асыр» II степени;
  - орден «Алтын Асыр» III степени.

Высшей степенью является I степень.
- Награждение орденом Туркмении «Алтын Асыр» производится:
  - за большой личный вклад в укрепление суверенитета и независимости Туркмении, упрочение обороноспособности и безопасности государства, поддержание высокого уровня законности и правопорядка в стране, повышение авторитета Туркмении на мировой арене;
  - за заслуги в деле реализации стратегических целей и задач, поставленных Президентом Туркменистана, в сфере экономики, в развитии науки, образования, здравоохранения, культуры, искусства и в других областях трудовой деятельности;
  - за выдающиеся творческие достижения, высокое мастерство и профессионализм.
- Награждение орденом «Алтын Асыр» производится последовательно: третьей степенью, второй степенью и первой степенью. При этом награждение орденом более высокой степени производится не ранее чем через пять лет после награждения орденом предыдущей степени.
- Награждение орденом Туркмении «Алтын Асыр» производится один раз в год и приурочивается ко Дню независимости Туркмении.

В других случаях награждение орденом «Алтын Асыр» производится по решению президента Туркмении.
- Награждение орденом Туркмении «Алтын Асыр» производится по представлению руководителей центральных органов государственной власти и управления, хякимов велаятов и города Ашхабада, а также общественных организаций. Представления вносятся на имя президента Туркмении.
- Лицам, награждённым орденом Туркмении «Алтын Асыр»:
  - вручается орден «Алтын Асыр» и удостоверение;
  - за счет средств Государственного бюджета выплачивается в национальной валюте Туркмении — манатах — единовременная премия в сумме, эквивалентной одной тысяче долларов США;
  - устанавливается ежемесячная надбавка от получаемой заработной платы, должностного оклада, пенсии, стипендии в следующих размерах:
    - награждённым орденом «Алтын Асыр» I степени — 30 процентов;
    - награждённым орденом «Алтын Асыр» II степени — 20 процентов;
    - награждённым орденом «Алтын Асыр» III степени — 10 процентов. При этом лицам, награждëнным орденом «Алтын Асыр» двух либо трех степеней, ежемесячная надбавка выплачивается в размере, предусмотренном для более высокой степени. Выплата ежемесячной надбавки на предприятиях, в учреждениях и организациях, финансирование которых осуществляется из государственного бюджета, производится за счëт средств Государственного бюджета, а на других предприятиях, в учреждениях и организациях — за счëт их собственных средств.
- Награждение орденом Туркменистана «Алтын Асыр» производится Указом президента Туркмении.
- Орден Туркмении «Алтын Асыр» носится на левой стороне груди и при наличии других государственных наград Туркмении располагается после ордена «Туркменбаши» в порядке старшинства степеней.

## Описание ордена «Алтын Асыр»

### с 2001 по 2014 годы
Орден «Алтын Асыр» имеет форму десятигранника, составленного из пяти внешних вершин переплетающегося и повторяющегося элемента туркменского национального орнамента, и пяти звëздочек, вкраплённых в его канву. Орнамент и звëздочки изображены на гранёных лучах, исходящих от центральной части ордена.
Общий диаметр ордена 46 мм.
Центральная часть ордена, диаметром 25 мм, имеет лучевую основу и покрыта эмалью зелëного цвета. В центральной части ордена расположен обращенный влево профильный портрет президента Туркмении Сапармурата Туркменбаши. Над портретом имеется надпись «Алтын Асыр». Внизу портрет обрамлëн двумя переплетающимися лавровыми ветвями.
Орден посредством колечка соединëн с колодкой высотой 27 мм и шириной 25 мм.
Форма колодки и её рисунок связаны единым стилем с рисунком ордена. В верхней части колодки расположена красная эмалевая полоса высотой 3,5 мм с надписью «TÜRKMENISTAN». На основном поле, покрытом эмалью зелëного цвета, изображены полумесяц и пять звëзд, обрамлëнных двумя переплетающимися оливковыми ветвями. Колодка изготавливается из того же материала, что и орден.
На обратной стороне ордена в зависимости от его степени имеется надпись «I DEREJE», «II DEREJE», «III DEREJE» и порядковый номер.
Орден «Алтын Асыр» I степени изготавливается из золота 750 пробы. В звëздочки на ордене вставлены 5 бриллиантов. В элементы орнамента, образующие форму ромба, вставлены 5 рубинов.
Орден «Алтын Асыр» II степени изготавливается из оксидированного серебра 925 пробы. Элементы орнамента, образующие форму ромба, покрываются эмалью красного цвета.
Орден «Алтын Асыр» III степени изготавливается из томпака. Элементы орнамента, образующие форму ромба, покрываются эмалью красного цвета.

#### Планки ордена
Основа планки ордена выполнена из шёлковой ткани зелёного цвета, на ней размещено вертикальное изображение пяти ковровых гёлей, расходящихся оливковых ветвей золотистого цвета, слева от гёлей в нижней части планки располагаются три горизонтальные линии. В правой части планки размещены вертикальные линии: 
- ордена I степени - одна линия золотистого цвета,
- ордена II степени - две линии серебристого цвета,
- ордена III степени - три линии бронзового цвета.

Внешние края планки имеют покрытие жёлтого цвета.
|           |           |           |
| 1 степень | 2 степень | 3 степень |

### с 2014 года
Знак ордена имеет форму восьмиугольника, углы которого соединены прямыми линиями зелёного цвета и инкрустированы: орден «Altyn asyr» I степени - тремя бриллиантами, ордена «Altyn asyr» II и III степеней - тремя белыми циркониевыми камнями. Окружности, расположенные внутри восьмигранника, окаймлены позолочённой цепочкой. Общий диаметр ордена – 44 мм.
В центре знака, в центральной части круга диаметром 22 мм, покрытого эмалью белого цвета, на фоне изображения лучей солнца расположены позолочённая карта Туркмении и позолоченный выпуклый силуэт Арки Независимости Туркмении.
С наружной стороны центральной окружности в верхней части полукруга диаметром 4 мм, покрытого эмалью зелёного цвета, расположена надпись «ALTYN ASYR», а в позолочённой нижней части - расходящиеся колосья пшеницы, в пространстве между ними размещены пять хлопковых коробочек.
Знак с помощью колечка соединён с колодкой, выполненной в виде открытой книги высотой 20 мм и шириной 31 мм. В середине колодки на колонне, покрытой эмалью красного цвета, находятся пять туркменских ковровых гёлей. Колодка покрыта эмалью зелёного цвета.
На обратной стороне ордена в зависимости от его степени имеются надписи: I «DEREJE», II «DEREJE» и III «DEREJE».
Орден Туркмении «Altyn asyr» I степени и его колодка изготавливаются из золота 750 пробы.
Орден Туркмении «Altyn asyr» II степени и его колодка изготавливаются из серебра 925 пробы.
Орден Туркмении «Altyn asyr» III степени и его колодка изготавливаются из серебра 925 пробы с бронзовым покрытием.